# Иконому, Иоаннис
Иоаннис Иконому (греч. Ιωάννης Οικονόμου Кертези Ахайя, 1860 - Афины, 1931) – греческий художник, ксилограф и спортсмен.

## Биография

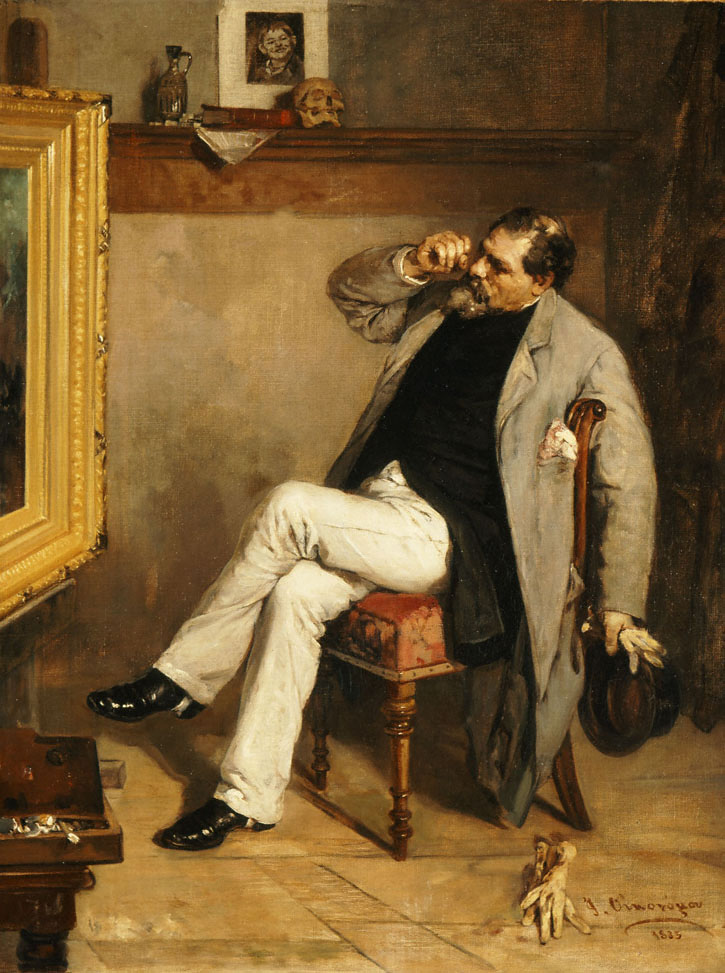
Искусствовед

Иоаннис Иконому родился в селе Кертези епархии Калаврита Ахайи в 1860 году. Учился живописи в Афинской школе изящных искусств (1874-1880) у Никифороса Литраса. Большая часть его работ – пейзажы. Его пейзажи имеют, кроме художественной, и документальную ценность, поскольку дают представление о многих районах Афин той эпохи. Иконому является также автором настенных росписей церкви Христокопиди в Афинах. 
В качестве ксилографа и гравера, он сотрудничал с журналами Пикили Стоа и Эстиа.
Иконому впервые выставил свои картины на выставке «Олимпия» в 1875 году. После чего, принял участие в «Олимпиадах», которые были проведены двоюродными братьями Евангелисом Заппасом и Константином Заппасом в период 1888-1889. 
Причём Иконому принял участие в этих Олимпиадах и в качестве художника и в качестве спортсмена. Он получил второе место в метании необработанного камня (весом в) 12 килограмм и третье за выступление на параллельных брусьях. 
Иконому выставлял свои работы на Всегреческой выставке 1888 года, на Афинской выставке 1899 года, на выставке афинского муниципалитета 1902 года и на Международной выставке Афин 1903 года. 
Сегодня его работы выставлены в Национальной галерее Греции, в галерее Эвангелоса Аверофф и в Муниципальной галерее города Лариса (Музей Г.И.Кациграса). 
Иоаннис Иконому умер в Афинах в 1931 году. 
Его именем названа улица в афинском квартале Новая Смирна.